# Can Bofí Vell
Can Bofí Vell es un monumento protegido como Bien Cultural de Interés Nacional del municipio de Badalona, provincia de Barcelona.

## Descripción
Ruinas, cada vez más degradadas, de una masía con planta baja y piso, con tejado a dos vertientes y portal adovelado, y su torre de defensa adyacente. Esta última tenía tres niveles y gárgolas de cañón en los ángulos.
Quedan algunos restos de la escalera, de algunos depósitos, etc.

## Historia
Había pertenecido a la familia Busquets, sin embargo, afectada por el Plan Parcial Montigalà-Batllòria, mixto entre residencia e industria, que no se desarrolló del todo, se hicieron los viales, dos de los cuales encierran la masía y la aíslan, quedando abandonada desde los años 70, perdiendo elementos y estabilidad. La masía que había al lado ha desaparecido.
Adquirida por el Ayuntamiento de Badalona, en 2004 fue rehabilitada por una escuela taller, quedando sin uso durante más de una década. Estaba prevista su conversión en un centro de excelencia empresarial para emprendedores del sector de la sanidad y las energías  renovables, proyecto que nunca se materializó. En 2015 el consistorio la cedió a la Fundación Roca i Pi, como sede para su proyecto de inserción laboral para personas en riesgo de exclusión social.